# 彭寧求
彭寧求（1649年—1700年4月23日），字文洽，又字瞻庭，號約齋，江南蘇州府長洲縣人，祖籍江西臨江府清江縣（今樟樹市），清朝政治人物、探花。

## 生平
彭寧求幼年喪父，事母甚為孝順。由祖父彭行先教授學業，康熙十六年（1677年）丁巳科江南鄉試舉人，二十一年（1682年）壬戌科一甲第三名進士（探花）。授翰林院編修，二十四年（1685年）任會試同考官。
康熙三十五年（1696年）母亲黄孺人去世，彭宁求回家奔丧。他为官清廉，除了每月的官俸之外别无其他收入，这点收入对于一个大家庭的开销而言显得很微薄，从兄彭定求曾说他：“虽置身清班，而举家食指所资瘠田不及顷，卜庐复售他姓，仅就旁舍以居。”为了维持家里的生活，他将居住的房子卖给他人，自己則居住在小的偏房之中。
康熙三十八年（1699年）升右春坊右中允，辅导太子学业。太子看完彭宁求平时诗作，才知道他家里生活条件不好，于是经常给他一些赏赐，同年升翰林院侍讀。
康熙三十九年（1700年）正月入值暢春園，同年三月卒於官。彭寧求稟性淡泊，與世無爭，工詩文，善書法。
夫人為蘇州洞涇吳氏庠生吳芑（明朝首輔申時行岳父吳元宣玄孫）長女。有三子一女：長子彭承憲、次子彭載舒、三子彭秉素。女嫁宋德宜幼子宋建業。

## 評價
彭宁求为人恭敬忠直，为官清廉，可以说他是清初彭氏一族在仕宦之路上的一个缩影。彭定求评价他：“生平性行纯粹，博览强识无虚晷，所著诗文皆温慎缜密，书法在山阴，永兴间，教子尤谨礼法”。